# Чалкучіма
Чалкучіма або Чалько Чіма (*Calicuchima, д/н — 13 листопада 1533) — інкський військовик часів боротьби за владу Атауальпи і Уаскара, в подальшому протистояв іспанським конкістадорам.

## Життєпис
Про походження немає відомостей, ймовірно був зі знатного роду одного із племен чибча. Народився у м. Кіту (сучасне Кіто, Еквадор). Військову кар'єру розпочав за часи володарювання Сапа Інки Уайни Капака, відзначившись у багатьох війнах, особливо на півночі держави (в області сучасного Еквадора). На момент смерті імператора ймовірно обіймав військову посаду апоскін рантіна (на кшталт «дивізійного генерала»).
З початком у 1527 році між Атауальпою і Уаскаром війни за владу, Чалкучіма підтримав першого. При цьому стає найвищим за посадою військовиком в армії Атауальпи. Разом з Кіскісом та Руміньяві очолював війська у битвах при Мільїуамбато у 1531 році, Чімборазо та Кіпайпані (обидві у 1532 році). Після цього разом з іншими військовиками переможця увійшов до підкореного Куско.
В столиці імперії Чалкічума залишався разом з Кіскісом, в той час як Атауальпа відправився до Кахамарки. В Куско Чалкічума довідався про полон імператора, тому з 35 тис. вояків вирушив на допомогу. У м. Хауха він зустрів Ернандо Пісарро, який під час перемовин переконав відправитися разом з іспанцями до Кахамарки, де перебував Атауальпа. Спочатку вирішив було звільнити імператора, однак, не знаючи, як поставиться до цього Сапа Інка, так нічого і не зробив. Зрештою Чалкічума пішов з іспанцями, а його війська, залишившись без командувача, розбіглися. За розпорядженням Чалкучіми його люди зібрали і несли з собою 30 нош золота і 40 нош срібла.
Чалкічума залишався в Кахамарці, коли іспанці вбили Атауальпу та призначили новим володарем Тупак Уальпу. Не бажаючи того, Чалкічума вимушений був супроводжувати цього номінального правителя. Втім, іспанці не особливо довіряли Чалкічумі.
Після смерті Тупак Уальпи декількома місяцями пізніше Франциско Пісарро звинуватив Чалкічума в отруєнні того та зносинах з Кіскісом. Чалкічума було засуджено до страти через спалення живцем. Він відкинув намір навернути його у християнство в обмін на більш легку смерть. 13 листопада 1533 року Чалкічуму було страчено у с. Хакіхуана (сучасна Анта).